# Vivian Cash
Vivian Liberto Distin (San Antonio, 23 de abril de 1934 - Ventura, 24 de maio de 2005) foi autora americana. Foi a primeira esposa do cantor Johnny Cash.
Nascida e criada em San Antonio, Texas, Vivian era filha de Irene (Robinson) e Thomas Peter Liberto. Os avós paternos originavam de Cefalù, Palermo, Sicília. A mãe era alemã e irlandesa. Genealogistas do programa Finding Your Roots descobriram que a sua tetravó materna, Sarah A. Shields, era mestiça e nasceu já escravizada, e que foi libertada pelo pai, que era branco, juntamente com oito irmãos.
Vivian conheceu Johnny Cash num ringue de patinagem em 1951, quando ele trabalhava na Base Aérea de Brooks. O casal namorou durante apenas três semanas, antes de a Força Aérea enviar Johnny Cash para a Alemanha Ocidental para uma missão de três anos. Durante a separação, o casal trocou milhares de cartas, que viriam a servir de base para o livro de I Walked the Line, publicado por Vivian em 2007.
A 7 de agosto de 1954, Vivian e Johnny casaram-se na Igreja Católica Romana de St. Ann, em San Antonio, um mês após sua dispensa da Força Aérea. Juntos, tiveram quatro filhas: Rosanne, Kathy, Cindy e Tara. O casal divorciou-se em 1966, após 12 anos de casamento. Em 1968, Vivian casou-se com Dick Distin, um polícia, em Ventura, Califórnia, com quem permaneceu casada até à sua morte a 24 de maio de 2005, após complicações de uma cirurgia relacionada com um cancro no pulmão.
A história de Vivian foi foco de um documentário, My Darling Vivian, que estreou em 2020 como parte da coleção South by Southwest 2020 Film Festival, distribuída pela Prime Video.